# Những đài phun nước ở Rome
Những đài phun nước ở Rome (tiếng Ý: Fontane di Roma) là bản giao hưởng thơ của nhà soạn nhạc người Ý Ottorino Respighi. Respighi sáng tác tác phẩm này trong các năm 1914-1916, tác phẩm gồm 4 phần, mỗi phần miêu tả cảm xúc của tác giả khi chiêm ngưỡng 4 đài phun nước nổi tiếng nhất của thành phố: Vale Giulia lúc rạng đông, Tritone giữa buổi sáng, Trevi giữa trưa và Villa Medici lúc mặt trời lặn. Bản giao hưởng thơ được trình diễn lần đầu tiên ở Rome vào năm 1917.